# Liechtensteinische Post
Liechtensteinische Post (укр. Пошта Ліхтенштейну) — національний оператор поштового зв'язку Ліхтенштейну зі штаб-квартирою у Вадуці. Є акціонерною компанією у формі aktiengesellschaft. Член Всесвітнього поштового союзу.